# 東品川
東品川（日语：／ Higashi-shinagawa */?）是東京都品川區的町名。現行行政地名為東品川一丁目至東品川五丁目。2013年（平成25年）8月1日為止的人口有19,475人。郵遞區號140-0002。

## 地理
東品川位於品川區東部。北鄰港區港南。東鄰東京港、品川區東八潮。東南鄰京濱運河、品川區八潮。南與品川區東大井之間以東京都道420號鮫洲大山線為界。西與品川區南品川、品川區北品川之間以元渚通、八山通為界。
東品川是由舊有陸地與新興填海地組合而成，區內可見住宅、辦公大樓、港灣相關設施、工廠、商店等。東品川二丁目稱為天王洲島，1990年代以後，辦公大樓陸續建造。東品川五丁目與北方的港區港南為品川埠頭的一部分，有港灣相關設施與發電所。
- 東品川一丁目…東品川西北部。一丁目北部至東部接天王洲運河。一丁目南部接目黑川，一丁目南東端為目黑川河口。一丁目北部有天王洲橋，一丁目西部有新東海橋，一丁目南部有昭和橋、新品川橋等。一丁目西部以八山通為界，鄰北品川一丁目。一丁目內有東西向的山手通、南北向的舊海岸通（至山手通交會點）、海岸通等幹道通過。舊海岸通沿線辦公大樓林立，其他主要為住宅區。東京電視台天王洲攝影棚位於此地。
- 東品川二丁目…東品川中北部。二丁目北部與西部接天王洲運河。二丁目東部接京濱運河。二丁目南部接天王洲南運河。北邊有天王洲大橋，東邊有品川埠頭橋，南邊有東品川橋，西邊有新東海橋。二丁目也稱為天王洲島，過去為倉庫街，再開發後智慧建築林立。另外還有企業倉庫與都營公寓、公園等。天王洲島站也位在二丁目。
- 東品川三丁目…東品川中部。三丁目北部接目黑川與天王洲南運河，三丁目東部接京濱運河。三丁目西部元渚通為南品川邊界。此外三丁目內有南北向的海岸通與天王洲通通過。三丁目南部有東西向的日內瓦平和通，為東品川四丁目邊界。區內有公寓、大樓與學校。
- 東品川四丁目…東品川南部。東部有京濱運河。四丁目東部有八潮橋通往八潮。四丁目西部的元渚通，南品川邊界。此外，四丁目內有南北向的海岸通與天王洲通通過。四丁目北部為東西向的日內瓦平和通，為東品川三丁目邊界。海岸通東側一帶原為日本煙草產業品川工場，再開發後是集合智慧建築、高層公寓、購物中心的複合建築群品川海濱。品川海濱站也在此地。四丁目其他地區同樣多大樓與公寓。
- 東品川五丁目…東品川東北部。品川埠頭橋連結西方的東品川二丁目。五丁目位於品川埠頭南側（北部為港區港南五丁目）。五丁目內是貨櫃碼頭與空箱堆場等埠頭用地，另有東京電力火力發電廠與公園。

## 歷史

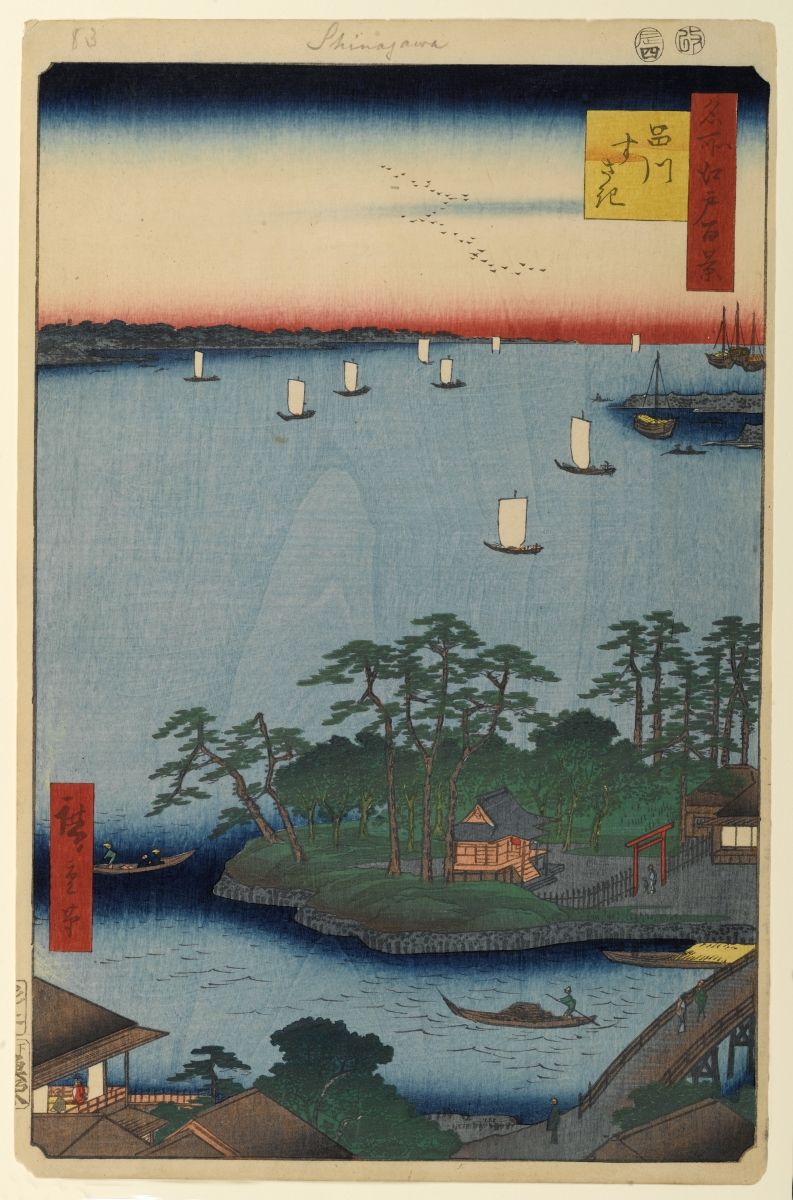
歌川廣重『名所江戶百景』中，本地過去的樣貌。畫中的神社是現在的利田（かがた）神社（東品川1-7-17）。前方的水路（當時的目黑川河口）現在已成為道路，後方的海大多已填埋成陸。左下的遊郭是有名的土藏相模。

古時為南品川獵師町、利田新地（かがたしんち）。
- 1889年（明治22年）：為品川町大字南品川獵師町、利田新地。
- 1932年（昭和7年）：為品川區東品川町。
- 1933年（昭和8年）：目黑川改建工程的海面填埋二號地、三號地編入東品川一～五丁目、北品川一丁目、天王洲町。
- 1967年（昭和42年）2月：東品川與天王洲町重編成現行的東品川一～四丁目。
- 1967年（昭和42年）8月：品川埠頭南半部編入現行的五丁目。

### 地名由來
此地為品川的東部。

## 交通
町域內有東京單軌電車羽田機場線路廊與平行的首都高速1號羽田線通過。但未設高速公路出入口。
東北部的二丁目有東京單軌電車羽田機場線、臨海線天王洲島站，東南部的四丁目有臨海線品川海濱站。另外，地域西方有京急本線新馬場站、青物橫丁站、鮫洲站可利用，也可利用大井町站與品川站發車的路線巴士。

## 設施

### 東品川一丁目
- 品川區立台場小學校
- Canal side building　-　世嘉本社
- 松下電器東品川大廈
- 東京電視台天王洲攝影棚
  - FM Inter-Wave
  - Techino MAX
- DHL日本本社

### 東品川二丁目
- 海堡廣場
  - 花旗集團中心
  - 中央大樓
  - JTB大樓（JTB總部大樓）
  - 第一東京海堡酒店
  - 銀河劇場
- Square Tower天王洲
- 天王洲郵船大樓
- 天王洲First Tower
- 天王洲Central Tower
- 天王洲Parkside Building
- 天王洲View Tower
- 野村不動產天王洲大樓（日航總部所在地）
- Sunwood品川天王洲Tower
- 東橫INN品川站港南口天王洲
- 寺田倉庫
- 品川區立天王洲公園
- 品川區東品川清掃作業所

### 東品川三丁目
- 品川警察署
- 東京都立八潮高等學校
- 東京都立城南職業能力開發中心
- 品川區立東海中學校
- 品川區立城南第二小學校
- 富士電視台別館
- 東京都下水道局東品川抽水站
- 犬塚製作所
- 品川區立東品川海上公園
- 日本TOTOR本社
- TOYOTA L&F東京本社

### 東品川四丁目
- 品川海濱森林
  - 永旺品川海濱購物中心
  - 品川Seaside Park Tower
  - 樂天Tower
  - 日立解決方案Tower（A/B）
  - 品川Seaside East Tower
  - 品川Seaside West Tower
  - 品川Seaside South Tower
- 萬代南夢宮未來研究所
（萬代南夢宮控股、萬代南夢宮遊戲本社）
- 科樂美運動俱樂部本店
- 住友不動產品川大樓−帝產觀光巴士本社
- KDX東品川大樓 − 東芝醫療情報系統本社

### 東品川五丁目
- 東京電力品川火力發電所
- 住友倉庫貨櫃場
- 第一港運貨櫃場
- 東京都立品川南埠頭公園

## 備註
1. ↑  .   [2013年8月7日]. （原始内容存档于2014年2月23日）.